# Władysław Bazylewski
Władysław Bazylewski (ur. w 1863 w Brzeżanach, zm. w 1940 lub 1941 w Warszawie)  – polski dziennikarz, sprawozdawca parlamentarny.

## Życiorys
Urodził się w 1863 w Brzeżanach. Był wieloletnim sprawozdawcą parlamentarnym z austro-węgierskiego parlamentu w Wiedniu, reprezentując w nim prasę polską. Po powstaniu Ilustrowanego Kuriera Codziennego (1910) został także jego wiedeńskim korespondentem. W styczniu 1918 przyjechał z Wiednia do Warszawy, tam w dalszym ciągu pozostawał korespondentem IKC (od tego czasu był to jedyny tytuł prasowy, z którym współpracował). W Warszawie związał się z nieformalnym klubem sprawozdawców politycznych działającym przy Radzie Stanu. Był głównym inicjatorem oraz współuatorem statutu powstałego w 1919 Klubu Sprawozdawców Parlamentarnych i w latach 1919-1931 jego prezesem. Jako prezes KSP należał do inicjatorów powstałego również w 1919 Syndykatu Dziennikarzy Warszawskich. Po ustąpieniu z funkcji prezesa KSP został jego prezesem honorowym. W latach 30. XX wieku kierował warszawskim oddziałem IKC. W 1937 Stanisław Car unieważnił przejściowo jego legitymację parlamentarną, co spotkało się z solidarnym protestem środowiska dziennikarskiego.
Na początku 1939 uroczyście obchodził 20-lecie pracy w wolnej Polsce, a na zorganizowanym bankiecie uczestniczyli byli i obecni marszałkowie Sejmu i Senatu RP.
5 listopada 1938 został odznaczony Złotym Wawrzynem Akademickim  „za zasługi dla dobra polskiej kultury w ogóle”.
Zmarł w Warszawie w 1940 lub 1 lutego 1941.